# Opactwo Dunfermline

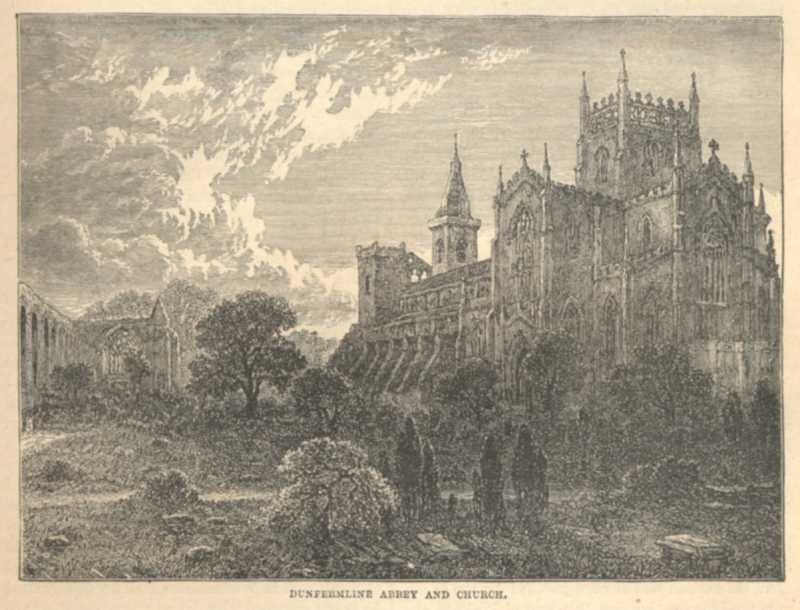
Opactwo Dunfermline w 1902 r.

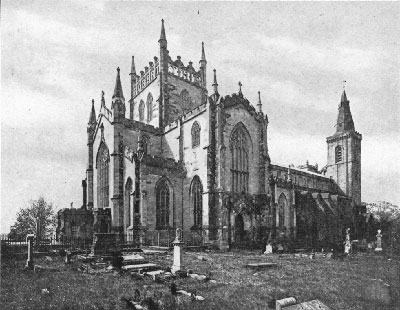
Opactwo około 1919 r.

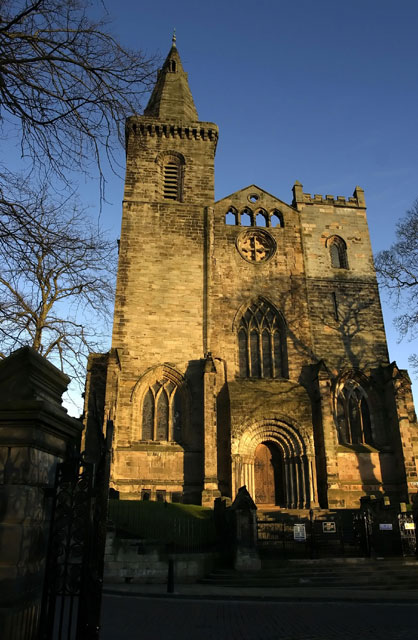
Przednia fasada opactwa - stan obecny.

Opactwo Dunfermline (ang. Dunfermline Abbey) – klasztor benedyktyński wzniesiony w średniowieczu w centrum Dunfermline, w hrabstwie Fife, w Szkocji.

## Historia
Ok. 800 r. na terenie późniejszego opactwa powstał pierwszy kościół katolicki zbudowany przez ludność celtycką.
W roku 1070 w Dunfermline Małgorzata, wnuczka króla Anglii Edmunda II Żelaznobokiego i król Szkocji Malcolm III zawarli związek małżeński. Miejsce to było dla władców na tyle ważne, że postanowili założyć tam wspólnotę religijną. Małgorzata, dla realizacji tego zamierzenia w 1072 r. sprowadziła do Dunfermline mnichów benedyktyńskich z Canterbury. Przy ich pomocy zbudowany został kościół klasztorny pod wezwaniem Świętej Trójcy. Za czasów Dawida I Szkockiego w l. 1026–1028 kościół ten znacznie rozbudowano. Na bazie nawy głównej powstała świątynia w stylu romańskim. I chociaż kościół ten do rangi opactwa, również pod wezwaniem Świętej Trójcy, został podniesiony dopiero w 1150 r., często przyjmuje się rok 1128 za początek jego istnienia.
Opactwo stało się z czasem jednym z najważniejszych miejsc kultu religijnego w Szkocji a także miejscem pielgrzymek. Pielgrzymki nasiliły się zwłaszcza po wydaniu przez papieża Innocentego IV w 1250 r. zezwolenia na kult relikwii królowej Małgorzaty Szkockiej, co było równoznaczne z jej kanonizacją. Pielgrzymki dały początek stałej przeprawie przez zatokę Firth of Forth do Dunfermline oraz St Andrews znanej jako Queensferry. Opactwo stało się też drugim po Ionie miejscem, w którym spoczywa najwięcej władców szkockich.
Podczas wojny o niepodległość Szkocji, w r. 1303 wojska króla Anglii Edwarda I zniszczyły większość zabudowań opactwa, oszczędzony został natomiast sam budynek kościoła. Stało się tak być może ze względu na pamięć św. Małgorzaty silnie powiązanej z benedyktyńskim porządkiem w Canterbury oraz z Rzymem. W tym samym czasie wojska angielskie były znacznie mniej łaskawe dla innych świątyń w przygranicznym obszarze.
Rok 1559 przyniósł Szkocji rewolucję religijną głoszoną przez Johna Knoxa, której towarzyszyło niszczenie obrazów. W maju 1560 r. opactwo zostało splądrowane, protestanci zniszczyli m.in. relikwie św. Małgorzaty. Oszczędzili natomiast nawę główną, która służyła jako kościół parafialny aż do XIX w.
W wieku XVI nastąpiła sekularyzacja opactwa. W jego drugiej połowie tereny opactwa zostały podzielone początkowo na części dla lordów, a ostatecznie lipcu 1593 r., włączone przez Jakuba VI do korony. Od 1500 r. opactwem i jego dobrami zarządzał urzędnik świecki opat komendatoryjny ("commendator"). W latach 90. XVI w., w ramach procesu zamiany opactwa na pałac królewski dla Anny Duńskiej, żony Jakuba VI, dokonana została też przebudowa płn.-zach. wieży.
W r. 1600 w Durfermline przyszedł na świat Karol I, ostatni brytyjski monarcha, który urodził się w Szkocji.
Po katastrofach budowlanych, które nawiedziły opactwo w XVII i XVIII w.: 1672 – zniszczenie chóru przez burzę, 1726 – zawalenie się wschodniej części dachu, 1753 – zawalenie się głównej wieży, zaczęto myśleć o odbudowie kościoła od podstaw. W roku 1807 runęła również płn.-zach. wieża, wiele grobów zostało odsłoniętych – w tym grób króla Szkocji Roberta I Bruce. Szczątki władcy zostały poddane badaniom, a w roku 1819 ponownie pochowane z przepychem i majestatem pod amboną. W latach 1818–1821 na usuniętych ruinach, po wschodniej stronie nawy, kościół odbudowano; do posługi liturgicznej oddany został 30 września 1821 r.
W r. 1891 ambona została przesunięta nieco do tyłu, a tuż przed nią, dla zaznaczenia miejsca spoczynku Roberta I Bruce, wmontowana została w podłogę okazała, monumentalna płyta nagrobna wykonana z mosiądzu i szkła.
Z inicjatywy ówczesnego pastora opactwa, Roberta Dollara, w roku 1945 powstała kaplica poświęcona wszystkim walczącym w
pierwszej i drugiej wojnie światowej.
Obecnie budynek utrzymywany jest ze środków publicznych, a także datków prywatnych.
W 2002 r. kongregacja opactwa liczyła 806 członków, na jej czele od 1991 r. stoi wielebny Alastair Jessamine.

## Zarządzanie
Na czele benedyktyńskiej społeczności zakonnej początkowo stał przeor, później opat, a w końcu opat komendatoryjny. Do tej pory udało się ustalić imię tylko jednego przeora. Był nim Piotr (Peter), który w r. 1120 przewodniczył wysłanej przez króla Aleksandra I do Canterbury delegacji mnichów.
Lista opatów i opatów komendatoryjnych obejmuje lata 1128–1593. Warto zwrócić uwagę na fakt, że były takie lata, w których jednocześnie zarządzało opactwem kilku opatów, np. w r. 1585 było ich dwóch, w 1587 trzech, a w 1492 aż pięciu. Źródła nie podają jaka była przyczyna takiego stanu rzeczy, jednak zaznaczają, przy części nazwisk, że byli to antyopaci (opposed – przeciwstawny).

## Miejsce pochówku

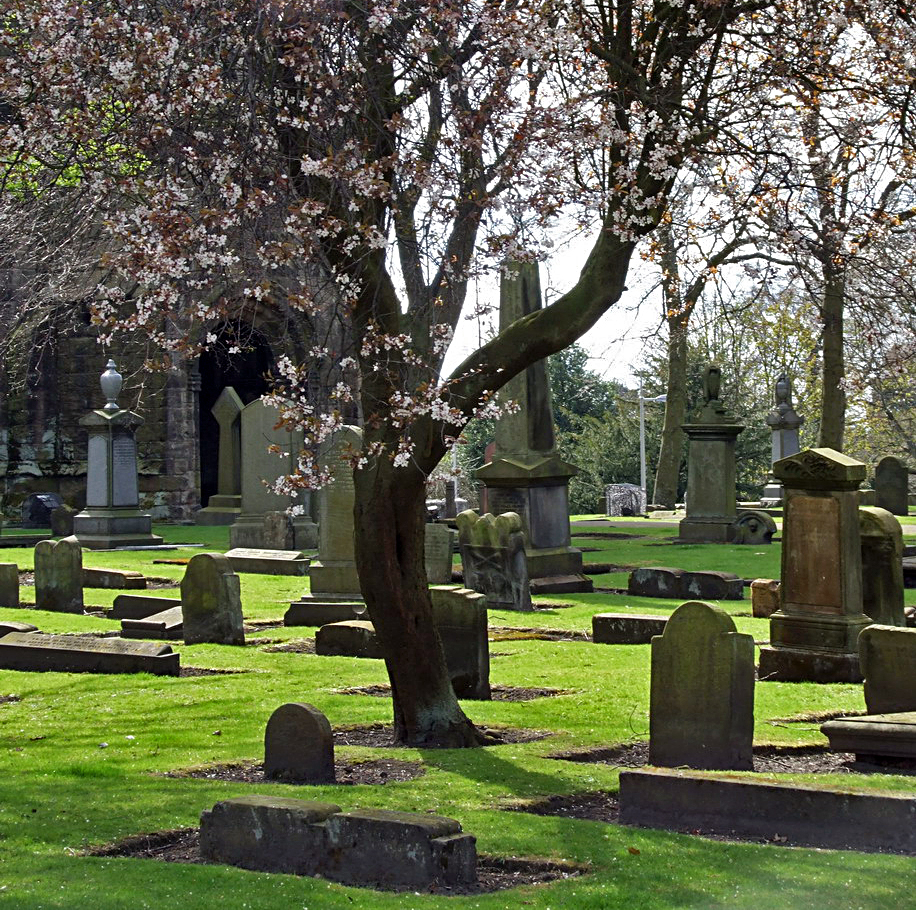
Cmentarz na terenie przyległym do opactwa

Na terenie opactwa Dunfermline pochowani zostali między innymi:
- Malcolm III – król Szkocji (1058–1093), jego żona
  - Małgorzata Szkocka – królowa Szkocji (1070–1093), ich trzech synów:
    -       - Edgar – król Szkocji (1097–1107);
      - Aleksander I Szkocki – król Szkocji (1107–1124);
      - Dawid I Szkocki – król Szkocji (1124–1153);
- Donald III Szkocki – król Szkocji (1093–1097) (Źródła podają także katedrę Dunkeld oraz wyspę Iona jako miejsce spoczynku Donalda III);
- Malcolm IV – król Szkocji (1153–1165);
- Aleksander III – król Szkocji (1249–1286), jego pierwsza żona Małgorzata i ich synowie Aleksander i Dawid;
- Robert I Bruce – król Szkocji (1306–1329, jego żona
- Elżbieta de Burgh i ich córka Matylda;
- Thomas Randolph (1 earl Moray) (? – 1332) – regent Szkocji w okresie małoletności Dawida II;
- Anabella Drummond (c. 1350–1401) – żona króla Szkocji Roberta III;
- Robert Stewart (1 diuk Albany) (ok. 1340–1420) – regent Szkocji w czasie panowania Roberta II, Roberta III i Jakuba I.